# Zene a sötétben
A Zene a sötétben (eredeti cím: Musik i mörker) 1948-ban bemutatott svéd filmdráma Ingmar Bergman rendezésében.

## A produkcióról
A film egy fiatal tehetséges zenészről, Bengt Vyldekéről (Birger Malmsten) szól, akire a katonai szolgálata alatt véletlenül rálőnek, és így elveszti a szeme világát. A vaksága miatt eluralkodik rajta a keserűség. Kapcsolatot kezdeményez Ingriddel (Mai Zetterling), egy munkásosztálybeli lánnyal, aki cselédként dolgozik a házukban a szülei alkalmazásában. A film középpontjában a vakság és a vak férfi szubjektív tapasztalatszerzései állnak.
Maga Bergman is nagyon szerette a zenét, egyszer így nyilatkozott: "Ha választanom kellene, hogy elveszítem a látásomat vagy a hallásomat, akkor az utóbbit tartanám meg. Nem tudok annál szörnyűbb dolgot elképzelni, hogy a zenét elvegyék tőlem."
A filmben olyan klasszikus zeneszerzők művei csendülnek fel, mint Georg Friedrich Händel, Ludwig van Beethoven, Robert Schumann, Frédéric Chopin vagy Richard Wagner.

## Szereposztás
| Színész               | Karakter          |
| --------------------- | ----------------- |
| Birger Malmsten       | Bengt Vyldeke     |
| Mai Zetterling        | Ingrid            |
| Gunnar Björnstrand    | Klasson           |
| Hilda Borgström       | Lovisa            |
| Naima Wifstrand       | Mrs. Schröder     |
| Olof Winnerstrand     | A lelkész         |
| Bengt Eklund          | Ebbe              |
| Rune Andréasson       | Evert             |
| Ulla Andreasson       | Sylvia            |
| Åke Claesson          | Augustin Schröder |
| John Elfström         | Otto Klemens      |
| Barbro Flodquist      | Hjördis           |
| Marianne Gyllenhammar | Blanche           |
| Douglas Håge          | Kruge             |
| Sven Lindberg         | Hedström          |
| Bengt Logardt         | Einar Born        |
| Segol Mann            | Anton Nord        |
| Georg Skarstedt       | Joensson          |
| Bibi Skoglund         | Agneta            |

## Fordítás
- Ez a szócikk részben vagy egészben  a   Music_in_Darkness című angol Wikipédia-szócikk fordításán alapul.  Az eredeti cikk szerkesztőit annak laptörténete sorolja fel. Ez a jelzés csupán a megfogalmazás eredetét és a szerzői jogokat jelzi, nem szolgál a cikkben szereplő információk forrásmegjelöléseként.